# Уинтон (город, Миннесота)
Уинтон (англ. Winton) — город в округе Сент-Луис, штат Миннесота, США. На площади 0,3 км² (0,3 км² — суша, водоёмов нет), согласно переписи 2002 года, проживают 185 человек. Плотность населения составляет 548,7 чел./км².
- FIPS-код города — 27-71140[1]
- GNIS-идентификатор — 0662813[2]